# فرانسوا-زافير برونيه
فرانسوا-زافير برونيه هو كاهن كاثوليكي كندي، ولد في 27 نوفمبر 1868 في Saint-André-d'Argenteuil ‏ في كندا، وتوفي في 7 يناير 1922 في مونتريال في كندا.